# ره دار
ره‌دار روستایی در دهستان بم بخش مرکزی شهرستان بم استان کرمان ایران است.

## جمعیت
بر پایه سرشماری عمومی نفوس و مسکن در سال ۱۳۹۵ جمعیت این مکان ۱۸ نفر (۸ خانوار) بوده‌است.